# المركزية اليونانية
المركزية اليونانية هي نظرة عالمية تتمحور على الإغريق ووبلادهم القديمة. وتفترض النظرة إلى العالم أن اليونانيين كانوا فريدين في تاريخ العالم وأن اليونان نشأت لوحدها.